# Fronwiesen
Fronwiesen este o arie protejată (sit de importanță comunitară — SCI) din Austria întinsă pe o suprafață de 69,38 ha, integral pe uscat.

## Localizare
Centrul sitului Fronwiesen este situat la coordonatele 46°31′36″N 14°06′30″E / 46.5267°N 14.1083°E.

## Înființare
Situl Fronwiesen a fost declarat sit de importanță comunitară în februarie 2002 pentru a proteja 4 specii de animale.

## Biodiversitate
Situată în ecoregiunea alpină, aria protejată conține 2 habitate naturale: Pajiști uscate seminaturale și facies de acoperire cu tufișuri pe substraturi calcaroase (Festuco-Brometalia) (* situri importante pentru orhidee), Fânețe de joasă altitudine (Alopecurus pratensis, Sanguisorba officinalis).
La baza desemnării sitului se află mai multe specii protejate de  păsări (4): cristeiul de câmp (Crex crex), presură sură (Emberiza calandra), sfrâncioc roșiatic (Lanius collurio), viespar (Pernis apivorus).
Pe lângă speciile protejate, pe teritoriul sitului au mai fost identificate 8 specii de plante.